# Sparta (album)
Sparta è il sesto album in studio del gruppo hip hop statunitense M.O.P., pubblicato il 22 novembre 2011 dalla Babygrande Record. Si tratta di un album collaborativo prodotto interamente dai tedeschi Snowgoons e pubblicato dalla Babygrande Records.
All Music gli assegna 3,5 stelle su 5, RapReviews giudica l'album con una votazione di 8,5/10.

## Tracce
| #  | Titolo                   | Produttore | Durata |
| -- | ------------------------ | ---------- | ------ |
| 1  | "Sparta"                 | Snowgoons  | 3:38   |
| 2  | "Back At It"             | Snowgoons  | 3:37   |
| 3  | "Get Yours"              | Snowgoons  | 3:48   |
| 4  | "Blasphemy (Blast 4 Me)" | Snowgoons  | 3:40   |
| 5  | "Opium"                  | Snowgoons  | 3:24   |
| 6  | "Hard Niggaz"            | Snowgoons  | 2:40   |
| 7  | "Rollin'"                | Snowgoons  | 4:21   |
| 8  | "No Mercy"               | Snowgoons  | 2:34   |
| 9  | "Break 'em"              | Snowgoons  | 3:20   |
| 10 | "Body of the Iron"       | Snowgoons  | 3:01   |

## Classifiche

### Classifiche settimanali
| Classifica (2011)         | Posizione massima |
| ------------------------- | ----------------- |
| US Top R&B/Hip-Hop Albums | 67                |